# Bertha Pappenheim
Bertha Pappenheim (n. 27 februarie 1859, Viena, Imperiul Austriac – d. 28 mai 1936, Neu-Isenburg, Hessa, Germania) a fost o feministă austrică de origine evreiască și fondatoarea  Asociației Femeilor Evreice (Jüdischer Frauenbund). Sub pseudonimul Anna O., ea a fost unul dintre cei mai documentați pacienți ai lui Josef Breuer.

## Biografie

### Copilărie
Bertha Pappenheim s-a născut pe 27 februarie 1859 în Viena, fiind cea de-a treia fiică a părinților ei, Siegmund Pappenheim și Recha Pappenheim. Tatăl ei, Sigmund (1824-1881), un comerciant, a fost fiul unei familii de evrei ortodocși din Preßburg (azi Bratislava, Slovacia), și a fost co-fondatorul principalei sinagogi ortodoxe din Viena, Schiffschul; numele de familie face aluzie la orașul franconian Pappenheim. Mama ei, Recha (1830-1905), născută Goldschmidt, provenea dintr-o veche și bogată familie din Frankfurt pe Main. La fel ca „orice altă fată”, într-o gospodărie evreiască tradițională strictă, Bertha era conștientă de faptul că părinții ei ar fi preferat un copil de sex masculin. Bertha a studiat la o școală Romano-Catolică de fete și a dus o viață structurată de calendarul evreiesc și de vacanțele de vară în Ischl.
Atunci când Bertha avea 8 ani, sora ei mai mare, Henriette (1849-1867), a murit de tuberculoză. La 11 ani s-a mutat cu familia ei din Leopoldstadt, care era un cartier în principal locuit de evrei săraci, în Liechtensteinstraße. S-a lăsat de școală când avea 16 ani, dedicându-se lucrului manual și o ajuta pe mama sa cu pregătirea mâncării cușer. În acest timp, fratele ei mai mic, Wilhelm (1860-1937), mergea la liceu, lucru care o făcea pe Bertha geloasă.

### Boala
Între 1880 și 1882 Bertha Pappenheim a fost tratată de medicul austriac Josef Breuer pentru o varietate de simptome nervoase care au apărut atunci când tatăl ei a devenit brusc bolnav. Breuer l-a ținut pe prietenul său de atunci, Sigmund Freud, la curent cu cazul ei.

### Frankfurt
În noiembrie 1888, când avea 29 de ani, după convalescența ei, ea și mama ei s-au mutat la Frankfurt pe Main. Mediul lor familial a fost parțial ortodox și parțial liberal. În contrast cu viața lor de la Viena, au devenit implicate în artă și știință, și nu numai în munca de caritate. Familiile Goldschmidt și Oppenheim erau bine cunoscute drept colecționari și amatori de artă și au sprijinit progresul științific și academic, în special în timpul fondării Universității Frankfurt.
În acest mediu, Bertha Pappenheim și-a intensificat eforturile literare (a început să publice în 1888, inițial anonim și mai târziu sub pseudonimul „P. Berthold”) și s-a implicat în activități sociale și politice. A lucrat mai întâi într-o bucătărie și a citit cu voce tare într-un orfelinat pentru fete evreice, condus de Asociația Femeilor Israelite. În 1895 a fost temporar responsabilă de orfelinat, iar un an mai târziu i-a devenit director oficial. În următorii 12 ani a avut posibilitatea să orienteze programul educațional dinspre unicul țel prezentat în primă fază, reprezentat de căsătoria ulterioară, spre instruirea în scopul independenței profesionale.

### Jüdischer Frauenbund
În octombrie 1902, la prima conferință din Frankfurt privind combaterea traficului de femei, Bertha Pappenheim și Sara Rabinowitsch au fost rugate să călătorească la Galicia pentru a investiga situația socială de acolo. În raportul ei din 1904  despre această călătorie, care a durat mai multe luni, ea a descris problemele care au apărut dintr-o combinație de înapoiere agrară și industrializare timpurie, precum și din coliziunea dintre Hasidism și Sionism.
La o reuniune a Consiliului Internațional al Femeilor, ținută în 1904 la Berlin, s-a decis să se formeze o asociație a femeilor evreice. Similar cu Asociațiile Femeilor din Federația Germană (Bund Deutscher Frauenvereine, BDF) co-fondată de Helene Lange în 1894, intenția a fost de a uni eforturile sociale și emancipatoare ale asociațiilor de femei de origine evreică. Bertha Pappenheim a fost prima președintă aleasă a Ligii Femeilor Evreice (Jüdischer Frauenbund, JFB), fiindu-i șefă timp de 20 de ani, sprijinind cauza până la moartea sa în 1936. JFB a aderat la BDF în 1907. Între 1914 și 1924 Pappenheim a făcut parte din consiliului de administrație al BDF.
Pe de o parte obiectivele JFB au fost feministe—consolidând drepturile femeilor și crescând oportunitățile de angajare pentru evreice—și pe de altă parte, au fost în conformitate cu obiectivele tradiționale ale filantropiei evreiești—practica de caritate ca un precept divin. Integrarea acestor obiective diferite nu a fost întotdeauna ușoară pentru Pappenheim. O anumită obiecție a fost că, în lupta ei împotriva traficului de femei, ea nu numai că a vorbit deschis despre evreice ca victime, dar, de asemenea, despre evrei ca făptași. Ea a criticat modul în care femeile erau percepute în Iudaism și, ca membră a mișcării feministe germane, a cerut ca idealul de drepturi egale pentru femei să fie implementat de asemenea în cadrul instituțiilor evreiești. Aceasta a fost deosebit de preocupată de educație și de egalitatea locurilor de muncă.
O declarație pe care a făcut-o la prima reuniune a delegaților JFB din 1907; „sub legea iudaică, o femeie nu este un individ, nu este o personalitate; ea este doar judecată și evaluată ca o ființă sexuală”; a generat o reacție violentă la nivel național din partea rabinilor ortodocși și a evreilor din presă. Existența în comunitățile evreiești a condițiilor criticate de Bertha;— trafic de femei, neglijarea copiilor nelegitimi orfani;— a fost negată, și ea a fost acuzată de „insultarea Iudaismului”. De asemenea, evreii emancipați și liberali politic aveau o atitudine patriarhală și tradiționalistă cu privire la drepturile femeilor.
Între timp, JFB a crescut în mod constant și în 1907 număra 32.000 de membri în 82 de asociații. Pentru un timp, JFB a fost cea mai mare organizație evreiască de binefacere, cu peste 50.000 de membri. În 1917 Bertha Pappenheim a militat pentru „un sfârșit al „așchierii” muncii de caritate a evreilor", ceea ce a dus la fondarea Agenției Centrale de Binefacere a Evreilor Germani (Zentralwohlfahrtsstelle der Juden in Deutschland), care continuă să existe și astăzi. Munca ei în consiliul său de administrație a fost susținută de Sidonie Werner.
După ce naziștii au preluat puterea în 1933, Pappenheim a preluat din nou președinția JFB, dar a demisionat în 1934, pentru că nu-și putea abandona atitudinea negativă față de Sionism, în ciuda amenințării existențiale pentru evreii din Germania. Mai ales atitudinea ei față de imigrația a tinerilor în Israel (Tineretul Aliya) a fost controversată. Ea a respins emigrare a copiilor și tinerilor în Palestina în timp ce părinții lor rămâneau în Germania. Cu toate acestea, ea însăși a adus un grup de copii orfani în siguranță în Marea Britanie în anul 1934. Și după Legile antisemite de la Nuremberg au fost adoptate la 15 septembrie 193,5 ea a schimbat opinia ei și a argumentat în favoarea emigrării populației evreiești. După ce Bertha Pappenheim a murit,poziția ei din JFB a fost parțial preluată de Hannah Karminski. În 1939 Liga Femeilor Evreice a fost desființată de către naziști.

### Ultimii ani de viață și moartea
După ce mama ei a murit în 1905 Bertha Pappenheim a locuit singură pentru mai mulți ani, fără vreo relație. „Mir ward die Liebe nicht” („Dragostea nu a venit la mine”), se plângea ea într-un poem din 1911. În 1924 a început o strânsă prietenie cu Hannah Karminski, o femeie cu 40 de ani mai tânără decât ea, când Hannah a preluat conducerea Jüdischer Mädchenclub (Clubului Fetelor Evreice). Ambele femei își petreceau timpul liber împreună cât mai mult posibil. Când în 1925 Karminski s-a mutat pentru un timp la Berlin, au corespondat aproape zilnic.
În timpul unei excursii în Austria, în 1935, ea a donat două dintre colecțiile ei (dantelă și mici obiecte de fontă) Muzeului de Arte Aplicate din Viena. De la Viena a călătorit spre la Ischl. În timpul călătoriei starea ei generală s-a deteriorat și a fost dusă la Spitalul Israelit din München. În timpul unei investigații care a avut loc acolo s-a stabilit că Bertha avea o tumoare malignă. În ciuda bolii ei, și-a continuat călătoria, la sfârșitul anului 1935, la Amsterdam, pentru a se întâlni Henrietta Szold, șeful Tineretului Aliyah, și din nou în Galicia, pentru a consilia câteva școli. După întoarcerea în Frankfurt durerea ei a crescut și a devenit imobilizată la pat. A avut, de asemenea, icter.
A murit pe 28 mai 1936, îngrijită fiind până la sfârșit de prietena ei, Hannah Karminski, și a fost înmormântată alături de mama ei în cimitirul evreiesc din Frankfurt.
După moartea ei activitatea din Neu-Isenburg putea continua nestingherită, în esență, până la Jocurile Olimpice din 1936. În 1937 copiii care locuiau în orfelinat nu mai aveau voie să frecventeze școala elementară Neu-Isenburg și au trebuit să fie transportați zilnic la școala evreiască din Frankfurt. În 1938 ramura NSDAP din Isenburg a militat pentru închiderea acestui orfeliat.
La 10 noiembrie 1938, la o zi după pogromul din noiembrie (Reichskristallnacht), casa de copii a fost atacată. Clădirea principală a fost incendiată, a ars din temelii, și alte clădiri au fost distruse. La 31 martie 1942 orfelinatul a fost desființat de Gestapo. Copiii rămași au fost deportați în lagărul de concentrare de la Theresienstadt, unde mulți au murit. La 9 decembrie 1942 Hannah Karminski a fost trimisă în lagărul de exterminare de la Auschwitz-Birkenau, unde a fost omorâtă pe 4 iunie 1943.

## Opere literare

### Povestiri, piese de teatru, poezie
Bertha Pappenheim și-a publicat primele lucrări în mod anonim, și mai târziu, sub pseudonimul „Paul Berthold”, o practică comună în rândul femeilor scriitoare din acea vreme. Ea a derivat pseudonimul prin modificarea numelui ei: Berth(a) Pappenheim a devenit P(aul) Berth(old). Începând din 1902, a publicat nuvele și piese de teatru sub propriul ei nume.
Kleine Geschichten für Kinder (Povestioare pentru Copii), a apărut anonim în 1888, fiind urmat în 1890 de un volum de povești, În der Trödelbude (Într-un Magazin de Vechituri). Cele nouă nuvele în acest volum au ca subiect în fiecare caz un obiect defect sau inutil la prima vedere, cum ar fi o bucată de dantelă, o cutie muzicală, sau un ibric de cafea.
În 1913 a publicat piesa Tragische Momente. Drei Lebensbilder (Momente Tragice. Trei Scene din Viață). Scenele corespund cu trei episoade din viața unui cuplu de evrei. În prima scenă tinerii trăiesc atrocitățile pogromurilor din Rusia anului 1904 și fug la Frankfurt. În scena a doua, ca evreii ruși, nu sunt acceptați în comunitate. Un hangiu evreu vrea să o angajeze pe femeie ca gazdă și omul ca șarlatan. Când refuză oferta lui, hangiul îi denunță drept criminali politici și aceștia fug în Palestina. Cea de-a treia scenă ni-l arată pe bărbatul din cuplu drept văduv,așteptând ca fiul lui să se întoarcă din Europa. Când fiul mărturisește că nu-și poate imagina o viață ca fermier în Palestina, tatăl său se sinucide. Pappenheim a refuzat punerea în scenă a piesei la adunarea delegaților JFP din 1933: „din moment ce „Momente Tragice”, piesă pe care am scris-o fără vreun motiv ascuns, va da cu siguranță naștere la obiecții în cercurile Sioniste din cauza promptitudinii lor." Ea a recomandat să nu se „împrăștie exploziv printre femei”.
Unul dintre poemele ei din perioada 1910–1912:
Dragostea nu a venit la mine -
Așa că eu vegetez ca o plantă,
Într-o pivniță, fără lumină.
Dragostea nu a venit la mine -
Așa că rezonez ca o vioară,
A cărui arc a fost rupt.
Dragostea nu a venit la mine -
Deci, mă scufund în muncă,
Trăindu-mă amară de la datorie.
Dragostea nu a venit la mine -
Deci, mă gândesc cu bucurie la moarte,
Ca la o față prietenoasă.

### Traduceri
Una din primele sale producții a fost o traducere din limba engleză a articolului programatic despre feminism al lui Mary Wollstonecraft. A apărut în 1899, sub titlul Mary Wollstonecraft – Eine Verteidigung der Rechte der Frau (Mary Wollstonecroft — în apărarea drepturilor femeilor).
Începând din 1910 a tradus mai multe texte idiș în limba germană.

## Recunoașterea
Poșta Federală Germană (Deutsche Bundespost) a emis în 1954 un timbru cu portretul Berthei Pappenheim, în seria „Binefăcători ai Omenirii” în semn de recunoștință pentru activitatea ei filantropică. La cea de-a 50-a aniversare a morții ei s-a ținut o conferință cu privire la diverse aspecte din viața ei. Pe locul fostei case de copii Neu Isenburg pentru fete în pericol și mame necăsătorite, o sală de seminar și memorialul Bertha Pappenheim au fost inaugurate în 1997.